# Guillaume II de Sillé
Guillaume II de Sillé, seigneur de Sillé. 

## Biographie
Guillaume II de Sillé, fils d'Hugue Ier de Sillé, lui avait succédé en 1087, quand il gratifia le Mont-Saint-Michel du consentement de sa mère. Il prit part, avec Geoffroy II de Mayenne et une élite des seigneurs manceaux, à la ligue contre Robert II de Bellême en faveur de Giroie ou Geré (1094). Avant 1102, il promit, comme seigneur de fief, de défendre pour l'abbé de Saint-Vincent la terre de la Ferrière, et approuva en 1112 une cession de droits sur l'église de Tennie. On le voit encore, avec de grands seigneurs de la cour du comte d'Anjou, assister à un jugement en faveur de l'abbaye du Ronceray, vers 1115. Ses derniers actes connus sont de cautionner le don de l'église de Saint-Georges-le-Gaultier, fait à l'évêque du Mans par Gautier de Saint-Georges, en 1133, et une mention au Cartulaire de Saint-Florent de Saumur (1138).
Sa femme n'est pas connue, mais il en eut un fils nommé Hugue.
A. Bertrand de Broussillon dit à tort qu'il faut voir Robert de Sillé au lieu de Robert de Semilly parmi les acteurs de la bataille de Séez en 1118 : on ne connaît aucun Robert de Sillé à cette date.

## Source
- Abbé Angot, « Baronnie de Sillé », dans Bulletin de la Commission historique et archéologique de la Mayenne, 1920, n° 36, p. 135-152.